# 1826 Мілер
1826 Мілер (1826 Miller) — астероїд головного поясу, відкритий 14 вересня 1955 року.
Тіссеранів параметр щодо Юпітера — 3,230.